# Paul Röhrbein
Paul Oskar von Röhrbein (Charlottenburg, 27 de noviembre de 1890 - Campo de concentración de Dachau, 1 de julio de 1934) fue un militar alemán.

## Vida y obra

### Juventud y Primera Guerra Mundial
Röhrbein era hijo del director ferroviario Carl Oscar Adalbert August Röhrbein y Marie Luise Heyde. Tras la escuela, se decidió por la carrera militar en el ejército prusiano, donde consiguió ascender hasta el rango de capitán. Tras la I Guerra Mundial, abandono el ejército. Sobre su vida en los siguientes años no se sabe prácticamente nada.

### República de Weimar
A mediados de la década de 1920, Röhrbein pasó a formar parte de la dirección de la organización paramilitar de extrema derecha Frontbann, fundada por Ernst Röhm. Concretamente, Röhm —con el que supuestamente también tuvo una relación sentimental— le entregó la dirección de la llamada «Frontbann-Nord» en Berlín. A la vez, rumores afirmaban que Röhrbein era el «representante oficial de Ludendorff en Berlín». Röhrbein consiguió los miembros del Frontbann Nord entre los gimnastas alemanes, el Bund Wiking, el Schwarze Reichswehr y el Grenzschutz. Como ayudante eligió al joven Karl Ernst, que más tarde se convertiría en el jefe de las SA en Berlín-Brandeburgo. A Ernst, del que también se dice que tuvo una relación sentimental con Röhrbein, se le puso el mote de la «Señora Röhrbein» o la «Señora von Röhrbein».
Existe poca información sobre las relaciones de Röhrbein y Hitler: una publicación de izquierdas afirmaba que en los bares gays de Berlín, como el Kleist-Kasino, el Internationalen Diele y el Silhouettte, en los que Röhrbein era cliente habitual, «todo chapero» habla de las (supuestas) «vivas relaciones del amigo Röhrbein, a través de Röhm, con Hitler».
Según Waldemar Geyer, Röhrbein no fue miembro de las SA (o en cualquier caso, si lo fue, a un nivel muy bajo), ya que Hitler reconocía su valía como «persona y soldado», pero no lo consideraba adecuado para el movimiento nazi. Después de que Röhm asumiera la dirección militar de las SA en 1931, Röhrbein formó parte del círculo más cercano a su antiguo amigo durante algún tiempo: junto con Karl Ernst y Edmund Heines se les consideraba el núcleo de la llamada «Homosexuellenriege» («Sección de los homosexuales») en la dirección de la SA. Hacia finales de 1930, las esperanzas de Röhrbein de convertirse en el dirigente de las SA en el área alrededor de Berlín (Osaf Ost) tras la elevación al poder de su amigo Röhm, no se cumplieron, al igual que no se cumplieron sus ambiciones de convertirse en el director de la escuela de formación de las élites de las SA en Múnich o en el enlace de Röhm en Austria.
El 27 de junio de 1931 se produjo un escándalo, cuando seguidores del grupo de Stennes en las SA —que estaban en contra de Röhm, Röhrbein y el resto de la «pandilla de homosexuales»— sorprendieron a Karl Ernst y Röhrbein en el local Halenseer Hütte en el Kronprinzendamm: rodearon el local, insultando a los presos como «cerdos maricones», de forma que Röhm tuvo que avisar por teléfono al Sturm 12 para que los vinieran a rescatar. Las relaciones con Ernst parecen haber sufrido: a finales de 1932 un antiguo dirigente de las SA, llamado Fischer, acusó frente a Hitler a Ernst por relaciones homosexuales con Röhrbein.

### Gobierno nazi y muerte (1933-1934)
En primavera o verano de 1933, Röhrbein fue retenido en custodia preventiva (schutzhaft) por razones desconocidas. En la bibliografía aparecen en relación con esta detención diferentes afirmaciones que no han sido probadas: Röhrbein habría estado relacionado con el Incendio del Reichstag de febrero de 1933, incluso podría haber ido miembro de la tropa que, a través de un túnel subterráneo, habría entrado en el parlamento para incendiarlo. También se han expresado sospechas de que Röhrbein habría asesinado al político del Partido Nacional del Pueblo Alemán Ernst Oberfohren.
El último año de su vida lo pasó como «preso preventivo» (schutzhäftling) en la cárcel de Moabit, en la sección de arrestos de la dirección de policía de Múnich, en la cárcel de Stadelheim y en el llamado Búnker, una sección de presos especiales del Campo de concentración de Dachau. Erwein von Aretin, que en 1933 afirmó haber sido el vecino de celda de Röhrbein en el cuarto piso de la dirección de policía de Múnich, declaró que Röhrbein —que caracterizó como «una estampa de lo más repulsiva, de naturaleza desesperada, hundido en el alcohol» («dem Alkohol schwer verfallene Desperado-Natur widerwärtigster Prägung»)— fue trasladado en verano de 1933 a Dachau, donde estuvo encadenado día y noche. Seguidamente se le habría enviado a Stadelheim, donde Aretin lo habría visto de nuevo a principios de 1934. Más tarde habría sido llevado de nuevo a Dachau, donde se abrió las venas, pero pudo ser salvado.
El 1 de julio de 1934, Röhrbein fue asesinado de un tiro junto con otros cuatro «presos preventivos» (Julius Adler, Erich Gans, Walter Häbich y Adam Hereth) por los SS encargados del campo de concentración, durante la Noche de los cuchillos largos, una acción de depuración contra los dirigentes de las SA llevada a cabo a principios de verano de 1934 por Hitler. El acta de defunción oficial del registro civil de Prittlbach dio como momento de la muerte las 3 de la madrugada. No está claro si su asesinato fue ordenado por Berlín o si se trató de una iniciativa propia del director de campo, Theodor Eicke.
En su testamento, firmado el 20 de enero de 1934, Röhrbein entrega su herencia al estudiante Herbert Schade y a la escuela de secundaria Schiller de Berlín. Después de que la escuela no aceptara la herencia, esta fue en su totalidad a parar a Schade en 1937, después de un largo juicio en el que una tercera parte consideraba la herencia ilegal según el artículo 175, por estar basada en una relación homosexual ilegal. El argumento fue rechazado por la audiencia provincial de Berlín.

## Archivística
- Actas del legado: Landesarchiv Berlin A Rep. 342, N°. 17757 y 18910.